# 8 Pułk Artylerii Przeciwlotniczej Ciężkiej
8 Pułk Artylerii Przeciwlotniczej Ciężkiej (8 paplot) – oddział artylerii przeciwlotniczej Polskich Sił Zbrojnych.

## Formowanie i zmiany organizacyjne
Zalążkiem był zorganizowany w Związku Radzieckim 7 dywizjon artylerii przeciwlotniczej 7 Dywizji Piechoty (dowódca – kpt. Teodor Dobrowolski). Formowanie  pułku rozpoczęto 10 listopada 1942 w Chanakin w Iraku jako jednostki Armii Polskiej na Wschodzie na mocy rozkazu dowódcy armii L.dz. 259/I. Pod każdym względem pułk podporządkowany został bezpośrednio Dowódcy Artylerii Armii. Tworzono pułk z przekształcenia stanu osobowego 7 dywizjonu artylerii przeciwlotniczej 7 DP, oficerów przybyłych z 1 Korpusu Polskiego z Wielkiej Brytanii oraz z szeregowych z innych jednostek 7 Dywizji Piechoty, głównie z 22 pułku piechoty. 20 grudnia 1942 roku 8 pułk artylerii plot. został przewieziony do bazy wojskowej w Habbaniya nad Eufratem niedaleko Bagdadu, gdzie zgrupowane zostały pozostałe pułki artylerii przeciwlotniczej APW. W bazie Habbaniya odbył całe szkolenie począwszy od motorowego, poprzez artyleryjskie, poprzez obsługę przeliczników, dalmierzy, a skończywszy na obsłudze stacji radarowych. W marcu i kwietniu 1943 roku nastąpiło pełne skompletowanie: pojazdów, armat, sprzętu pomiarowego oraz radarów. Pułk był inspekcjonowany przez Dowódcę Artylerii Armii/ 2 Korpusu Polskiego gen. bryg. Romana Odzierzyńskiego w dniu 28 kwietnia i dowódcę 2 Korpusu Polskiego gen. dyw. Władysława Andersa w dniu 29 sierpnia. Po utworzeniu 2 Korpusu Polskiego włączony został w jego skład. W dniu 27 września 1943 roku 8 pułk wyjechał do Palestyny do obozu wojskowego Hill 69 w pobliżu Julis. W dniach 23-27 października I i II dywizjony wzięły udział w manewrach "Virile" od 7 listopada do 12 grudnia 1943 roku odbył liczne strzelania poligonowe ostatecznie zgrywając stan osobowy pułku na terenie Syrii. W trakcie pobytu w Palestynie i Syrii zdezerterowało z pułku ponad 90 żołnierzy narodowości żydowskiej. W dniu 14 grudnia 1943 roku 8 pułk wyjechał do obozu wojskowego w Quassasin w Egipcie, a następnie po ostatecznym skompletowaniu stanu osobowego, wyposażenia i broni poprzez Port Said w dniu 2 lutego 1944 roku pułk wyruszył drogą morską do Taranto we Włoszech, dokąd przybył 8 lutego 1944 r.

## Działania bojowe

### Obrona obszaru ześrodkowania 2 KP oraz nad rzeką Sangro
Po wyładowaniu w rejonie Taranto stan osobowy pułku przechodził aklimatyzację oraz oczekiwał na swój sprzęt, wyposażenie oraz uzbrojenie transportowane osobno drogą morską. W chwili lądowania we Włoszech stan osobowy pułku to: 50 oficerów, 3 podchorążych 295 podoficerów i 813 szeregowych łącznie 1158 żołnierzy. Specyfika zadań pułku powodowała, iż jednostka ochraniała najważniejsze dla korpusu i 8 Armii obiekty oraz rejony; bazy, punkty koncentracji, składy, a ponadto wspierała i ochraniała bezpośrednio jednostki wojsk lądowych. Jako pierwszy do akcji wszedł 26 lutego 1944 roku II dywizjon pułku wspierając na linii frontu nad rzeką Sangro 3 DSK. Od 28 lutego do 9 marca 6 bateria chroniła rejon obozów 2 KP w rejonie San Basilio. Pozostałe dywizjony i baterie zajęły odpowiednio rejony Campobasso; I i III dywizjon w dniach 11-26 marca, a następnie od 29 marca do 14 kwietnia Boiano, Isernia, Venafro. W tym czasie pułk w ciągu 48 alarmów plot. wystrzelił 48 pocisków do celów powietrznych, 600 pocisków do 32 celów naziemnych (II dywizjon).     

### Udział w bitwie o Monte Cassino
Z uwagi na zbliżającą się bitwę o Monte Cassino pułk rozpoczął ochronę przegrupowania oddziałów korpusu w rejon bitwy. W okresie 15 kwietnia 11 maja, zajął nowe stanowiska tj.: II dywizjon w wąwozie "Inferno", I dywizjon w Aquafondata, a III dywizjon w rejonie Macchi. Podczas realizacji operacji zdobycia masywu górskiego Monte Cassino w okresie 11-19 maja w trakcie 179 alarmów plot. wystrzelił 200 pocisków oraz do 75 celów naziemnych 1341 pocisków. Z tych samych stanowisk w okresie bitwy wystrzelił do 72 celów naziemnych 4968 pocisków i wziął udział w 62 alarmach plot. podczas których nie prowadził ognia. W okresie dalszych walk, w tym o Piedimonte w dniach 20-25 maja podczas 54 alarmów plot wystrzelił 291 pocisków, bez ogni do celów naziemnych. W ostatnich dniach maja 8 pułk artylerii zjechał ze stanowisk bojowych i udał się w rejon Campobasso-Viniciaturno na wypoczynek gdzie przebywał w okresie 1-11 czerwca 1944 roku.     

### Działania pułku w bitwie o Anconę i w obronie portu
Od 12 czerwca do 2 lipca pułk rozpoczął marsz w tyłach korpusu osłaniając z czasowo zajmowanych stanowisk będący w pościgu 2 KP Giulianova, Madonna i innych. Podczas 8 alarmów plot. wystrzelił 57 pocisków. W okresie od 2-7 lipca pułk zwalczał bardzo aktywną działalność nieprzyjacielskiego lotnictwa w rejonie Loreto podczas długotrwałych alarmów plot. w sumie 14 wystrzelił 1886 pocisków zestrzeliwując 4 samoloty wroga, a ponadto głównie II dywizjon ostrzelał 55 celów naziemnych 759 pociskami. W trakcie działań pościgowych oraz bitwie o Anconę  dywizjony, baterie i pojedyncze działony 8 pułku wspierały też wielokrotnie wojska lądowe niemalże na I linii frontu niejednokrotnie będąc ostrzeliwany przez artylerię wroga. W dniach 8-20 lipca 1944 r. I dywizjon wspierał działania 3 DSK podporządkowany dowódcy Artylerii Dywizyjnej. W trakcie tych walk ze składu pułku poległo dwóch żołnierzy, a rannych zostało dwóch. We wspomnianym okresie podczas 7 alarmów lotniczych pułk wystrzelił 130 pocisków, a do 178 celów naziemnych wystrzelono 3475 pocisków. Po zdobyciu miasta i portu Ancony 8 pułk artylerii przeciwlotniczej ciężkiej objął ten rejon obroną w charakterze artylerii przeciwlotniczej i nadbrzeżnej, częścią lub całością pułku, aż do marca 1945 roku. Pomiędzy 20 lipca, a 22 sierpnia pułk większością sił chronił port w Anconie i zatokę ankońską przed lotnictwem i jednostkami nawodnymi wroga, wysuwając początkowo I dywizjon, a następnie III dywizjon pułku do walk na przemieszczającej się na północ I linii frontu.     

### Zabezpieczenie obszaru tyłowego 2 KP i udział w kampanii adriatyckiej
Poszczególne baterie i tzw. „wędrujące działony” prowadziły ogień rozpryskowy nad liniami i zapleczem frontu nieprzyjacielskiego. 17 sierpnia doszło do pojedynku baterii III dywizjonu z niemieckimi bateriami kal. 88 mm umiejscowionymi za frontem. W tym czasie wystrzelono 3053 pociski do 174 celi naziemnych i podczas 24 alarmów plot. wystrzelono 231 pocisków. W lipcu zorganizowano w pułku 70 Centralę Kontroli Ognia krypt. „Krystyna”, mającą za cel koordynację systemu opl wspomaganego radarami pułkowymi. W okresie od 22 sierpnia do 3 września pułk prawie całością sił bronił przestrzeni powietrznej rejonu Ancony wraz z podporządkowanym mu 7 paplot. lekkim i dwoma brytyjskimi dywizjonami. Jednocześnie nad rzekę Metauro na I linię frontu wysunięto dwa działony z III dywizjonu. W trakcie tego czasu podczas 17 alarmów plot. wystrzelono 83 pociski, a do 209 celów naziemnych wystrzelono 3302 pociski. Po przejściu całości 2 Korpusu Polskiego do odwodu 8 paplot.c. dalej realizował całością sił swoje wcześniejsze zadania w Anconie. Od 14 października 1944 r. 2 Korpus podjął działania w Apeninach Emiliańskich. 8 pułk poszerzył swój obszar odpowiedzialności o obronę pasa wybrzeża od Ancony, Jesi, Falconara na północ w kierunku frontu jako artyleria nadbrzeżna i przeciwlotnicza. Podporządkowano również polskiemu dowódcy 8 pułku, dwa brytyjskie lekkie pułki artylerii plot. CKO „Krystyna” dwukrotnie kierowała i koordynowała ogniem artylerii plot., również zwalczanie na wodach przybrzeżnych wrogich kutrów torpedowych. W czasie od 14 października do 27 listopada ogłoszono 121 alarmów plot i wystrzelono 30 pocisków. W okresie od 27 listopada do 22 grudnia 1944 roku podczas 31 alarmów plot. wystrzelono 73 pociski, jednocześnie II dywizjon pułku udał się w grudniu do jednostek 2 KP na linii frontu w rejon Predapio i Castrocaro. W tym czasie z II dywizjonu zostało rannych 4 żołnierzy, przybyły do pułku pierwsze uzupełnienia z Bazy 2 Korpusu żołnierzy byłych jeńców z armii niemieckiej. Od 23 grudnia 1944 roku do 17 lutego 1945 8 pułk bez II dywizjonu ochraniał niezmiennie rejon wybrzeża na tych stanowiskach jak wcześniej.     

### Osłona 2 KP i zaplecza w rejonie Faenzy
II dywizjon podlegający 2 Polskiej Grupie Artylerii w rejonie Faenzy, prowadził obronę przeciwlotniczą jej stanowisk oraz prowadził ognie nękające pozafrontowych pozycji nieprzyjacielskich. W czasie tym ogłoszono 92 alarmy plot w trakcie których wystrzelono 64 pociski i 3725 pocisków do celi naziemnych wymieniono też stacje radarowe na nowocześniejsze. 18 lutego I dywizjon zmienił II dywizjon na zimowych pozycjach frontowych w rejonie Faenzy. Następnie 8 marca 1945 r. pułk wraz z II i III dywizjonem przemieścił się do obrony wybrzeża morskiego w rejonie Rimini-Cesena. Poza dozorem przestrzeni powietrznej przy pomocy stacji radarowych baterie pułku dwukrotnie 28 marca i 1 kwietnia ostrzelały nieprzyjacielskie jednostki pływające na wschód od Rimini. Jednocześnie I dywizjon prowadził pojedynki artyleryjskie z wrogą artylerią w jej wyniku utracił jako uszkodzone jedno działo wraz z parkiem amunicyjnym. W czasie od 18 lutego do 8 kwietnia podczas 74 alarmów plot wystrzelono 70 pocisków oraz 7201 pocisków do 304 celów naziemnych i nawodnych.     

### Udział w bitwie o Bolonię
W bitwie o Bolonię w dniach 9-24 kwietnia 1945 roku I dywizjon w ramach 2 Armijnej Grupy Artylerii prowadził ostrzał celów naziemnych w rejonach forsowanych rzek Senio, Santerno i Gaiano, natomiast reszta pułku wraz 7 paplot.l prowadziła obronę przeciwlotniczą całego zaplecza 2 KP w postaci składów, dowództw i zgrupowań odwodowych. 22 kwietnia I dywizjon ostrzelał rozpoznane samoloty nieprzyjaciela, były to ostatnie strzały 8 pułku w wojnie. W trakcie bitwy "bolońskiej" ogłoszono 44 alarmy plot podczas, których wystrzelono 88 pocisków, 1 alarm morski - bez strzelania z uwagi na obecność własnych samolotów, ostrzelano 262 cele naziemne 6411 pociskami. 2 maja 1945 zakończyły się działania wojenne we Włoszech.

## Pułk po wojnie
Po zakończeniu działań wojennych pułk stacjonował w Poggio. Na początku lipca został przemieszczony na południe do Urbisaglio. Od 11 lipca do 10 sierpnia 1945 pułk ćwiczył na poligonie w Santa Severapod Civitavecchia nad Morzem Tyrreńskim, skąd po zakończeniu strzelań powrócił w rejon Urbisaglio. Do końca pobytu we Włoszech jego pododdziały rozmieszczono następująco: dowództwo w willi hrabiny Cecchi w Urbisaglio, 1 dywizjon w Petriolo, 2 dywizjon – dowództwo i 4 bateria w Loro Piceno, 3 bateria w Caldarola, 3 dywizjon – dowództwo i 5 bateria w San Ginesio, 6 bateria w Caldarola.
Na przełomie lipca i sierpnia 1946 oddział został przetransportowany z Włoch do Wielkiej Brytanii w rejon Mona Camp, Llangefni, Anglesey. 7 lipca 1947 pułk został rozformowany. Z pozostałych żołnierzy pułku utworzono 471 Basic Unit PRC.
15 sierpnia 1995 tradycje 8 Pułku Artylerii Przeciwlotniczej Ciężkiej przyjął 8 Koszaliński pułk przeciwlotniczy w Koszalinie. W latach 1997–2002 8 Koszaliński pułk przeciwlotniczy obchodził doroczne święto 10 listopada, w rocznicę utworzenia 8 pułku artylerii przeciwlotniczej ciężkiej.

## Żołnierze
Dowódcy pułku
- ppłk Kazimierz Angerman (10 XI 1942–31 XII 1945[18])
- płk Kazimierz Baran (1 I 1946[14]–1947)
- mjr Franciszek Kruszyn (1947)

Oficerowie
- Zygmunt Hertz

Obsada personalna pułku w 1942-45

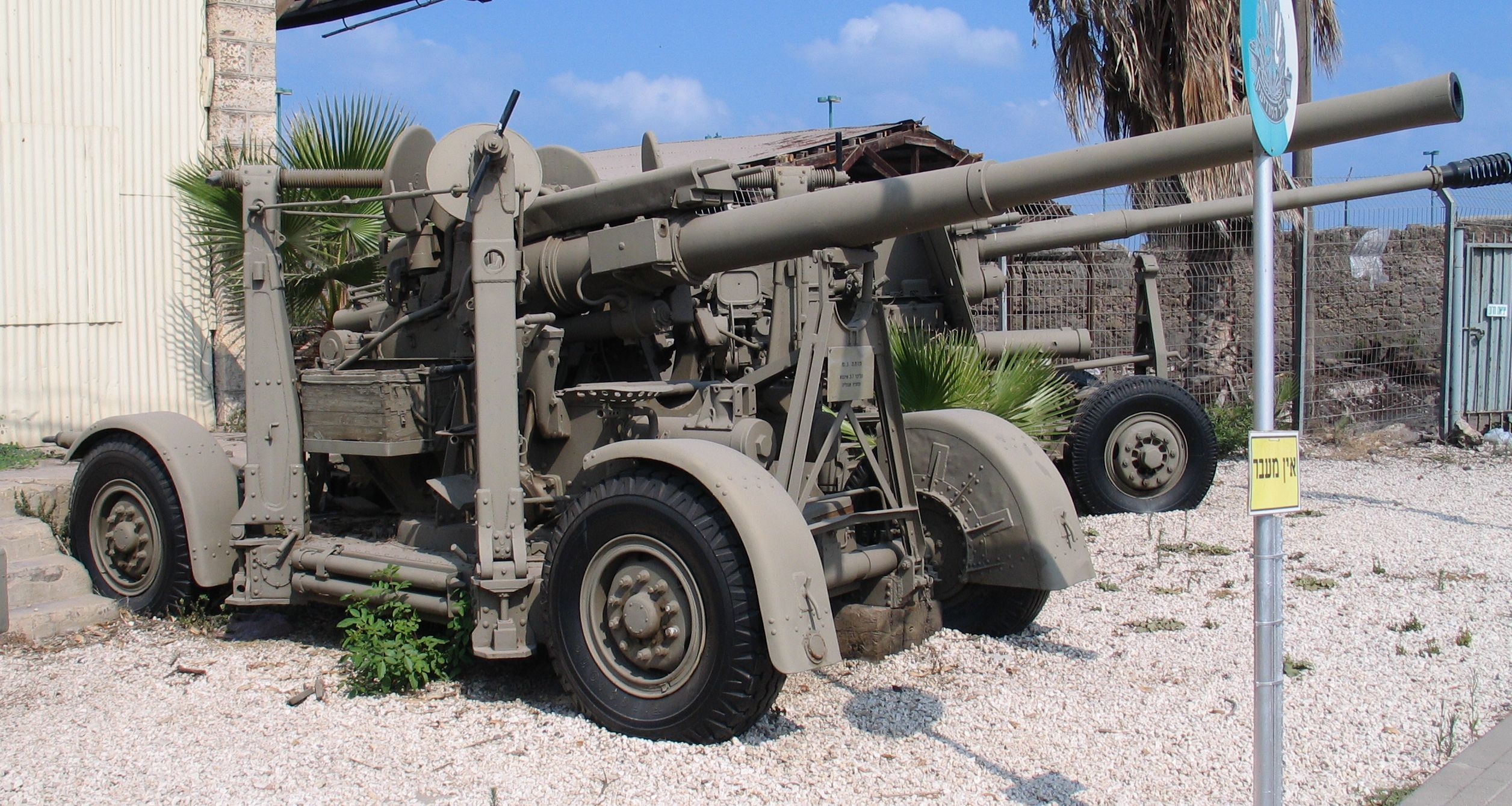
3,7-calowa armata plot – 24 takie działa posiadał pułk

- dowódca pułku – mjr / ppłk Kazimierz Angerman[19]
- zastępca dowódcy pułku – kpt./mjr Franciszek Kruszyn[19]
- adiutanci pułku
  - por. Stanisław Jankowski[20]
  - ppor./por. Jan Zaściński[19]
- dowódca I dywizjonu – kpt. Tadeusz Hordyński[19]
- dowódca II dywizjonu – kpt. / mjr art. Stanisław Warchałowski[19][21]
- dowódcy III dywizjonu - kpt. Bazyli Mościcki[22] (do 1943), kpt. / mjr Romuald Januszkiewicz[20]
- zastępca dowódcy dywizjonu – kpt. art. Jan Raniewicz vel Szram (12 VI 1943 – 28 VI 1945)[23]
- dowódca kompanii warsztatowej – por. Stanisław Walenczak

Pułk uzbrojony był w 24 armaty plot. kalibru 3,7 cala (94 mm).